# Таню Киряков
Таню Киряков е български спортист стрелец с пистолет. Единствения спечелил олимпийски златни медали в 50-метровата стрелба с малокалибрен пистолет и в 10-метровата стрелба с пневматичен пистолет.

## Биография
Роден е на 2 март 1963 г. в град Русе. Живее близо до р. Дунав, на не повече от 500-600 м. В Средно спортно училище „майор Атанас Узунов“ играе футбол. Започва с баща си да се занимава със стрелба в 8 клас (1977). Запалва се покрай баща си Христо Киряков. Един ден той му задава въпроса: „Искаш ли да дойдеш да гръмнеш?“. Отива с него на стрелбището в квартал „Кулата“. Там му дават една пушка и това е първият му изстрел.
Завършва Механотехникум „Юрий Гагарин“ с една тетрадка. Любимият му предмет е чертането и има висока оценка. Харесва също историята и литературата. Специалността му е студена обработка на металите.
Първото му състезание е на турнир в Силистра, стреля 295 т. на въздушен пистолет. Първият му международен успех е през 1984 г. на европейското в Братислава, където се класира на четвърто място. Най-много лични и републикански рекорди има в студентските си години.
За финала на летните олимпийски игри в Сеул през 1988 г. се класира с 585 т. Постига 9,9 т. и печели златен медал.
Участва на летните олимпийски игри в Барселона през 1992 г.. Класира се за финал с много висок резултат. Но пистолетът му е дефектен, с преместен мерник и така му се изплъзва медала.
На летните олимпийски игри в Аталанта през 1996 г. заема трето място.
Златен медал печели на летните олимпийски игри в Сидни през 2000 г. в дисциплина пистолет на 50 м.
На летните олимпийски игри в Атина през 2004 г. е четвърти в стрелбата с въздушен пистолет и седми с малокалибрен пистолет на 50 м.
На летните олимпийски игри в Пекин през 2008 г. само една точка раздели 45-годишния българин от финала в дисциплината 10 метра.
Таню Киряков е депутат в XLII народно събрание от БСП.

### Отличия
- Европейски шампион на 50 метра пистолет в Талин (1998)
- Европейски шампион на 50 метра пистолет в Москва (2006)
- Европейски шампион на 50 метра пистолет в Гранада (2007)

### Награди
- Спортист №2 на България за 2000 г.
- В Топ-10 при определяне на най-добър спортист на България за 1988 г.